# بت
البِتّ أو البِتَّة (الجمع: بِتَّات) أو النبضة (بالإنجليزية: bit) هو أصغر وحدة حاملة أو ناقلة لمعلومة. مصطلح البِت يعبر عن الأرقام في نظام العد الثنائي، وهو الوحدة الأساسية لكمية المعلومات في الحاسب والاتصالات الرقمية. يمكن لهذه الوحدة أن تحتوي على واحدة فقط من قيمتين ولذلك تطبق فيزيائياً بآلة ذات حالتين. هاتان الحالتان تمثّلان بـ 0 أو 1 . ويمكن أيضاً أن تفهما كقيمتين منطقيتين (صح أو خطأ)، (نعم أو لا)، أو حالتا تشغيل/تعطيل (on/off) أو أي خاصية أخرى ذات قيمتين. التوافق بين هتين القيمتين والحالة الفيزيائية للآلة هو مسألة تناسب. ويمكن القيام بعدة تعيينات لهتين القيمتين من خلال نفس الآلة أو البرنامج.
طول الرقم الثنائي يمكن الإشارة إليه بعدد البتات المكونة له (بالإنجليزية: Bit-length).
عملياً: في الحواسيب والمعالجات الرقمية، البت هو عبارة عن نبضة كهربائية إما موجبة أو سالبة، ويرمز لها بأحد الرقمين الثنائيين: إما 1 أو 0.
ويمكن تمثيل الأمر على شكل مفتاح كهربائي: المفتاح مغلق 1، المفتاح مفتوح 0 .

## العلاقة بين البت وبايت
- تسمى كل ثمانية بتات (مجتمعة) بايت.
- البت عبارة عن خانة واحدة من نظام عد ثنائي وله احتمالين فقط (أو وضعين)، فإما أن يكون البت 0 أو يكون 1.

وإذا اجتمع أكثر من بت واحد كَبُرَ عدد الاحتمالات الممكنة بالتناسب:
فبإجراء التباديل والتوافيق ل 2 بت، نحصل على الاحتمالات الآتية:
ب1 ب2
0 0
1 0
0 1
1 1
أي أن هناك 4 احتمالات ممكنة بالنسبة ل2 بت.
وبصفة عامة فإن عدد الاحتمالات بالنسبة لنظام عدٍ ما، يساوي عدد الاحتمالات بالنسبة للخانة الواحدة مرفوعة لقوة عدد الخانات. وإذا طبقنا ذلك على النظام الثنائي
عدد الاحتمالات = 2 n
فإن 3 بت تعطي 8 احتمالات، و 4 بت تعطي 16، و 9 تعطي 512، وهكذا...

## مضاعفات البايت
تكوّن كل 8 بتات عادة وحدة أكبر تسمى البايت، ومضاعفات البايت هي:
- كيلوبايت
- ميجابايت
- جيجابايت
- تيرابايت
- بيتابايت
- إكسابايت
- زيتابايت
- يوتابايت

(انظر سوابق SI)

## معدل البيانات
| المصطلح           | الرمز   | بيت في الثاتية (bit per second) | بايت في الثانية (byte per second) | صيغ رياضية (بيت في الثاتية) | صيغ رياضية (بايت في الثانية) |
| ----------------- | ------- | ------------------------------- | --------------------------------- | --------------------------- | ---------------------------- |
| بيت في الثانية    | bit/s   | 1                               | 0.125                             | 1                           | 18                           |
| كيلوبت في الثانية | kbit/s  | 1,000                           | 125                               | 103                         | 18 × 103                     |
| كيبيبت في الثانية | Kibit/s | 1,024                           | 128                               | 210                         | 27                           |
| ميغابت في الثانية | Mbit/s  | 1,000,000                       | 125,000                           | 106                         | 18 × 106                     |
| ميبيبت في الثانية | Mibit/s | 1,048,576                       | 131,072                           | 220                         | 217                          |
| جيجابت في الثانية | Gbit/s  | 1,000,000,000                   | 125,000,000                       | 109                         | 18 × 109                     |
| جيبيبت في الثانية | Gibit/s | 1,073,741,824                   | 134,217,728                       | 230                         | 227                          |
| تيريبت في الثانية | Tbit/s  | 1,000,000,000,000               | 125,000,000,000                   | 1012                        | 18 × 1012                    |
| تيريبت في الثانية | Tibit/s | 1,099,511,627,776               | 137,438,953,472                   | 240                         | 237                          |

## تعريب المصطلح
إحدى تعريباته هي الرقن وجمعها أرقان، فقد وضعت التسمية: رقن بطريقة النحت في اللغة العربية لأن أصل هذه الكلمة هو (BINARY DIGIT)
فأخذ Bi من الكلمة الأولى و T من الكلمة الثانية فأصبحت Bit وهكذا فعلينا في اللغة العربية إذا أخذنا من رقم: الحرفين «رق» ومن ثنائي: الحرف «ن» فصار معنا (ر ق ن = رقن)[بحاجة لمصدر]

## التاريخ
تشفير قاعدة البيانات ببتات منفصله أُستِعمل في البطاقات المثقوبة التي قام باختراعها Basile Bouchon و Jean Falcon وقام بتطويرها Joseph Marie jacquard ثم قام بتبنيها لاحقاً Semen Korsakov , Charles Babbage و Herman Hollerith، والحاسبات الأولى مثل حاسبات IBM، والنسخة الأخرى من تلك الفكرة كان الشريط الورقي المثقوب، وفي كل هذه الأنظمة؛ الوسيط سواء كان البطاقة أو الشريط حمل من الناحية النظرية منظومة من مواقع الثقوب، كل موقع من الممكن أن يكون مثقوبا أو لا وبالتالي حاملاً لبِت من المعلومات.
تشفير الرسائل بالبتات استخدم أيضا في شفرة مورس، وأدوات التواصل القديمة مثل أجهزة إرسال البرقيات.
Ralph Hartley إقترح استعمال القياس اللوغاريتيمي للمعلومات في عام 1928.
Claude E.Shannon استعمل للمرة الأولى كلمة بِت في بحثه عام 1948 والمعنون بـ «النظرية الرياضية للتواصل»، وقد نسب حقوقها لJohn Tukey الذي كتب مذكرة بحث Bell lab في عام 1947
والذي قلص فيه مصطلح الرقم الثنائي إلى البِت.
ومن المثير أن vannevar Bush كتب في عام 1936 عن أن بت من المعلومات يمكن تخزينه على البطاقات المثقوبة وتم استخدامه في حواسيب ذلك الوقت.
جدير بالذكر أن أول كمبيوتر مبرمج قام ببناءه Konrad Zuse باستخدام الترميز المزدوج للأرقام.